# The Way of the West (film, 1934)

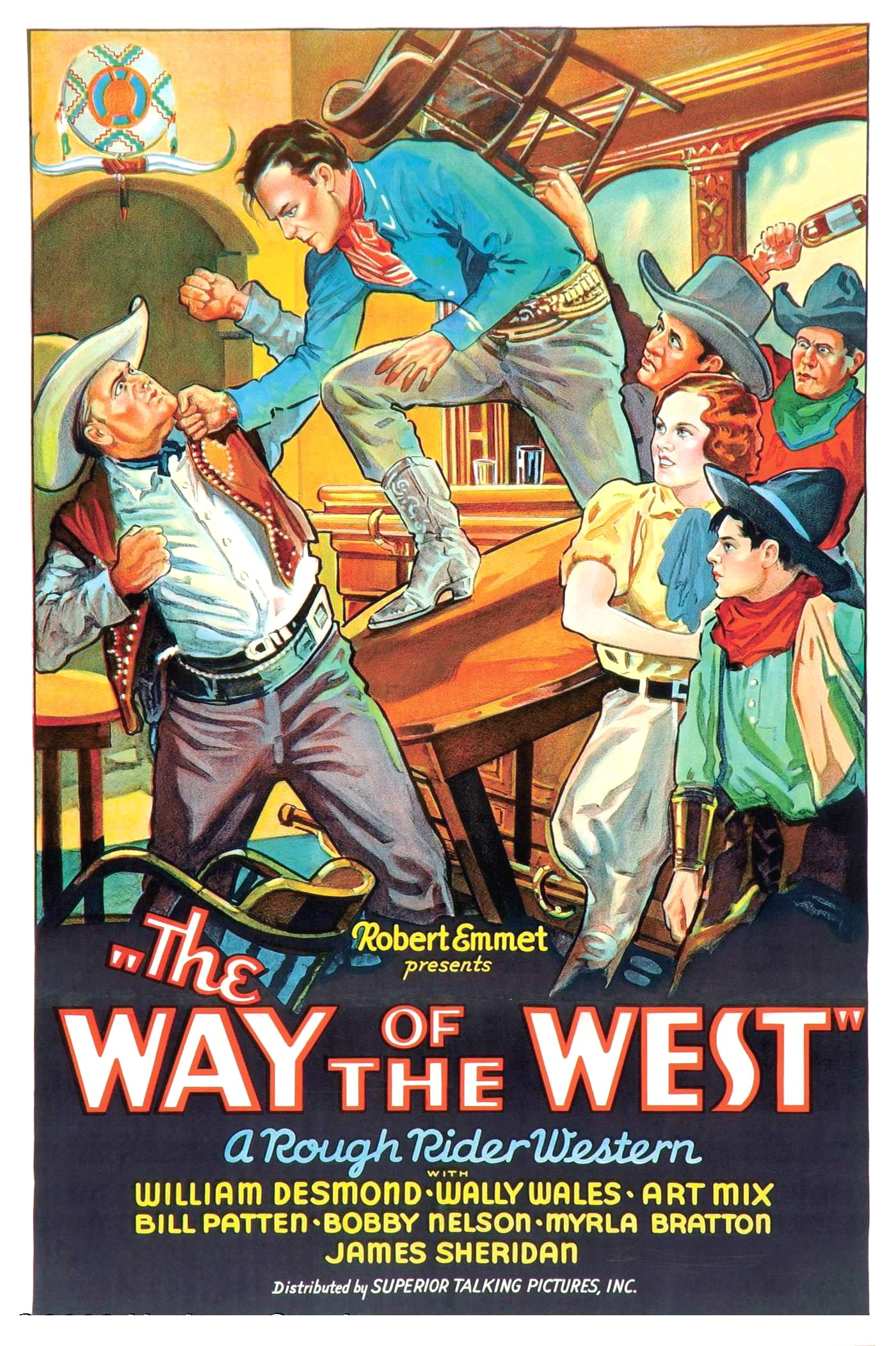
Affiche du film.

Pour les articles homonymes, voir The Way of the West.
The Way of the West est un western américain réalisé par Robert Emmett Tansey et sorti en 1934.

## Fiche technique
- Réalisation : Robert Emmett Tansey
- Scénario : Barry Barringer, Robert Emmett Tansey
- Producteur : Robert Emmett Tansey
- Photographie : Brydon Baker
- Montage : Arthur Cohen
- Durée : 55 minutes
- Date de sortie : 15 octobre 1934

## Distribution
- Hal Taliaferro : Wally Gordon
- Bobby Nelson : Bobby Parker
- Myrla Bratton : "Fiery" Parker
- Fred Parker : Dad Parker
- William Desmond : 'Cash' Horton
- Art Mix : Henchman Tim
- James Sheridan : Henchman Skippy
- Bill Patton : Buck
- Jack Jones : Sheriff #2  Jed Hampton
- Harry Beery : Older Cowhand
- Helen Gibson : une citadine
- Tiny Skelton : Tiny
- Gene Layman : Jeff Thompson
- Jimmy Aubrey : Sheriff #1 / Bartender Jim